# Braillovo písmo
Brailleovo slepecké písmo (psáno také Braillovo; výslovnost [brajlovo]) je speciální druh písma, resp. systému psaní, určeného pro nevidomé, slabozraké a se zbytky zraku. Funguje na principu plastických bodů vyražených do materiálu, které čtenář vnímá hmatem. Písmo je pojmenováno podle francouzského učitele Louise Brailla, který poté, co v dětství ztratil zrak, v patnácti letech vytvořil toto písmo úpravou francouzského vojenského systému umožňujícího čtení za tmy.

Braillovo písmo je netradičním příkladem binárního kódu používaného mimo svět počítačů.

## Znaky Braillova písma
Každý znak Braillova písma tvoří mřížka šesti bodů uspořádaných do obdélníku 2×3. (Na jednotlivé body se odkazuje čísly 1–6.) Na každém z těchto šesti míst buď bod (vyvýšené místo) je, nebo není. Tímto způsobem je možno zakódovat 26 = 64 různých znaků, z nichž se ovšem úplně prázdný znak používá jako mezera, takže zbývá 63 použitelných znaků.
| 1 | 4 |
| 2 | 5 |
| 3 | 6 |

Z těchto znaků obsahuje základní sada hlavně znaky pro písmena a interpunkci. Velká písmena a číslice se zapisují pomocí těchto písmen s tím, že jim předchází speciální symbol.
Existují také způsoby zápisu dalších symbolů (jako např. z matematiky či hudby) pomocí Braillova písma. Později byla k šestibodové mřížce přidána další řada dvou bodů, čímž počet symbolů vzrostl na 255. Takovou sadou symbolů lze kromě všech znaků ASCII zapisovat i další písmena národních abeced, například znaky s diakritikou. Sada všech těchto symbolů je součástí standardu Unicode (Braille Patterns, U+2800–U+28FF). Osmibodové Braillovo písmo se však v praxi pro tisk příliš nepoužívá, je možné se s ním setkat u hmatových displejů, určených pro práci na počítači.
Základní sada symbolů používaná v Česku obsahuje následující znaky:

Základní znaky abecedy
A, 1 (⠁)
B, 2 (⠃)
C, 3 (⠉)
D, 4 (⠙)
E, 5 (⠑)
F, 6 (⠋)
G, 7 (⠛)
H, 8 (⠓)
I, 9 (⠊)
J, 0 (⠚)
K (⠅)
L (⠇)
M (⠍)
N (⠝)
O (⠕)
P (⠏)
Q (⠟)
R (⠗)
S (⠎)
T (⠞)
U (⠥)
V (⠧)
W (⠷)
X (⠭)
Y (⠽)
Z (⠵)

Znaky s diakritikou
Á (⠡)
Č (⠩)
Ď (⠹)
É (⠜)
Ě (⠣)
Í (⠌)
Ň (⠫)
Ó (⠪)
Ř (⠺)
Š (⠱)
Ť (⠳)
Ú (⠬)
Ů (⠾)
Ý (⠯)
Ž (⠮)

Interpunkce
. tečka (⠄)
, čárka (⠂)
! vykřičník (⠖)
? otazník (⠢)
: dvojtečka (⠒)
; středník (⠆)
( začátek závorky (⠦)
) konec závorky (⠴)
+ plus (⠲)
− minus (⠤)
= rovná se (⠶)
< menší než (⠣)
> větší než (⠜)
" uvozovky (⠶)
* hvězdička (⠔)
/ lomítko (⠻)
| svislá čára (⠸)
' apostrof (⠈)

Speciální prefixy
Číslo (⠼)
Malé písmeno (⠐)
Velké písmeno (⠠)
Skupina velkých písmen (⠰)
Malé řecké písmeno (⠘)
Velké řecké písmeno (⠨)

Pomocí speciálních prefixů se mění význam následujícího znaku či znaků. Např. pro psaní číslic se používá symbolů pro písmena A–J, která značí číslice 1–9 a 0. Symbol za normální situace označuje písmeno, ale pokud ho předchází prefix pro číslici, má význam číslice. Např. ve výtahu se lze setkat s označením:
| Prefix pro číslo | Znak pro F či 6 |

Takto se označuje tlačítko šestého patra (prefix pro číslici + písmeno F znamenající číslici 6).
Je vidět, že některé interpunkční symboly nejsou jednoznačné (např. uvozovky a rovnítko sdílí jeden znak), mezi nimi je třeba rozhodnout podle kontextu.

## Nástroje

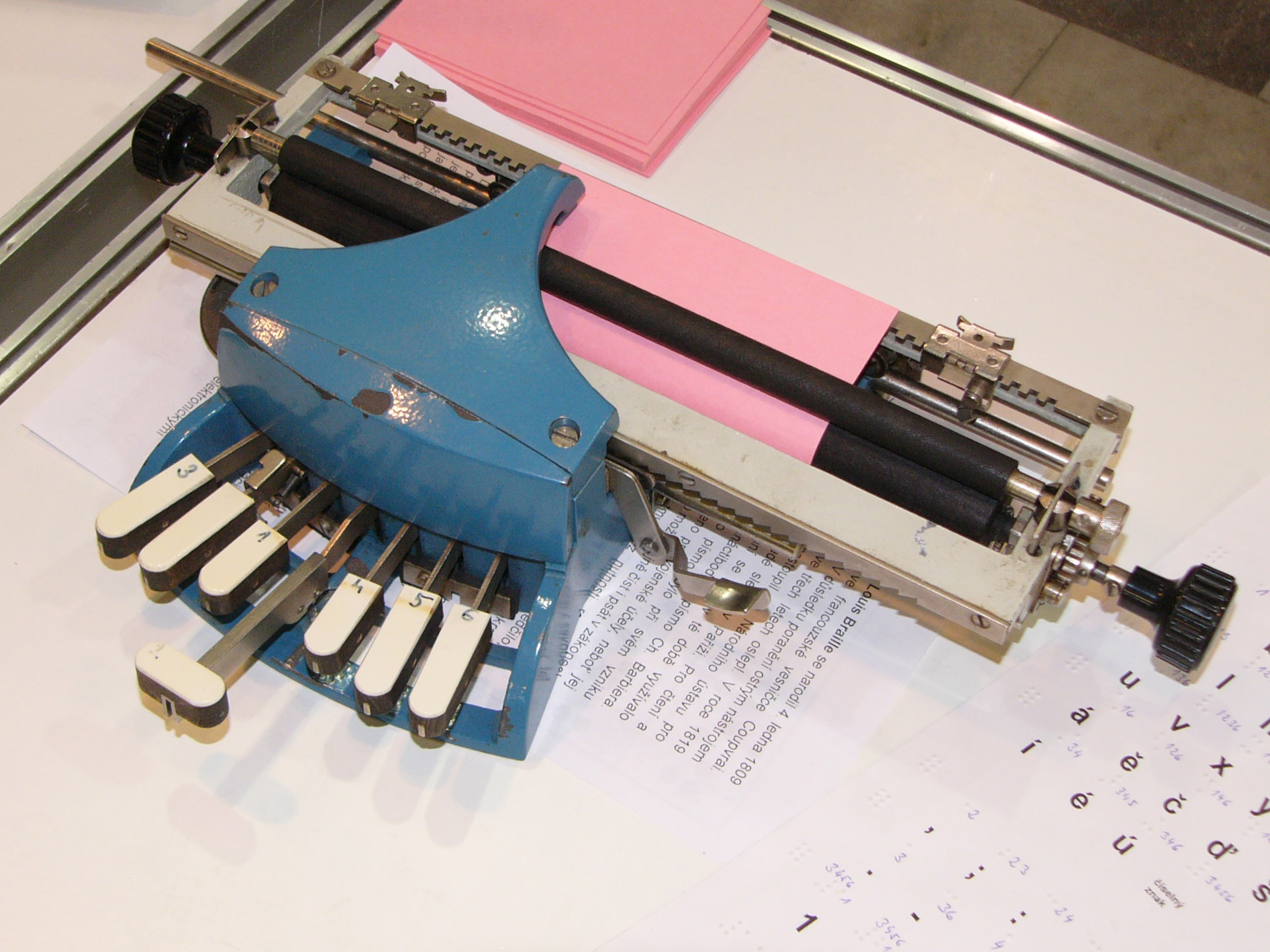
Psací stroj pro nevidomé na psaní textů v bodovém písmu

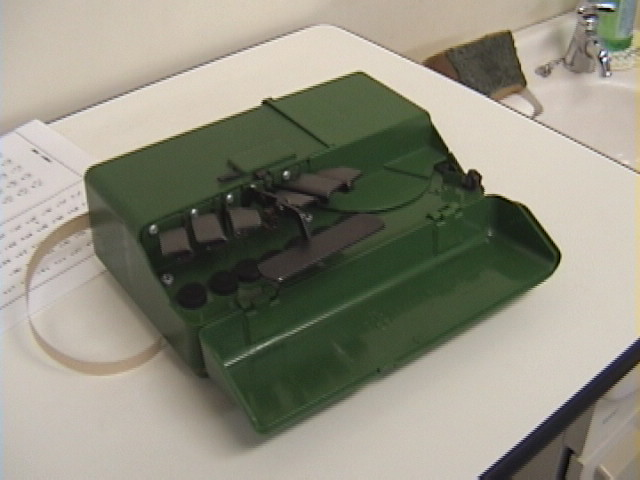
Psací stroj pro nevidomé na psaní textů v bodovém písmu

Braillovo písmo se dá ručně psát pomocí speciální destičky s perem, kterým se zezadu (zrcadlově) přes dírky v destičce vytváří v papíru body (tzv. pražská tabulka). K rychlejšímu psaní slouží psací stroj pro nevidomé či speciální počítačové tiskárny.
Jako nástroj pro práci s počítačem slouží nevidomým hmatový displej (též braillský řádek), což je zařízení, které převádí část jednoho řádku textu (obvykle z počítačové obrazovky) do hmatové podoby.

## Formy Braillova písma
Kromě základní podoby (plnopis, Grade 1), ve které se slova přepisují znak po znaku, existují komplexnější formy (zkratkopis, Grade 2), ve kterých každý znak reprezentuje celou skupinu hlásek. V češtině se tato forma nepoužívá, ale např. v angličtině či němčině se Braillovo písmo používá převážně právě takto a základní přepis používají prakticky pouze začátečníci.

## Problémy Braillova písma
Základní nevýhodou Braillova písma je, že znaky jsou výrazně větší než znaky běžného barevného tisku. Typická velikost znaku je cca 5×7,5 mm, což umožňuje na běžné straně formátu A4 zaznamenat asi 800–900 znaků, přičemž běžným tiskem se na stejný rozměr vejde zhruba 4–5 tisíc znaků. Knihy v Braillově písmu jsou tudíž výrazně rozsáhlejší.
S touto nevýhodou souvisí i typografické problémy: jelikož na jeden řádek se vejde pouze asi 30 znaků, jen těžko se dají používat tabulky či jiné běžné formátovací postupy. Místo nich je třeba všechny informace psát sekvenčně, což jen dále zvýrazňuje potřebu zvýšeného rozsahu.
Dalším velkým problémem je nejednotnost systému. Různé země používají různé normy Braillova písma, které se navzájem poměrně výrazně odlišují. Např. i jenom mezi českou a slovenskou normou je už v základních písmenech abecedy 7 rozdílů. [zdroj?]
Další výraznou komplikací je linearita zápisu, což se projevuje zvláště při přepisu matematických, fyzikálních a chemických textů – i jednoduché rovnice mohou zabírat několik řádků.